# 伊作久逸
伊作 久逸（いざく ひさやす）は、戦国時代の武将。薩摩国島津氏の分家・伊作氏8代当主。

## 生涯
嘉吉元年（1441年）、島津氏第9代当主・島津忠国の三男として誕生。
長禄2年（1458年）、伊作氏7代当主・犬安丸が幼くして急死したため、伊作氏の養子に入り跡を継いだ。この伊作氏は、鎌倉時代の早い時期に分家し本家とは遠い関係にあったため、一族ながら家臣格の家柄であった。
文明5年（1473年）、薩摩守護である島津氏10代当主・島津立久の命で日向国櫛間にて伊東氏に備えていた。ところが、対立する有力分家の新納氏は、立久の死後、本家を継いだ11代当主・忠昌に久逸を伊作へ還すように願い出て、忠昌はこれを聞き入れた。これに久逸は反発し、日向の伊東氏や豊後国の大友氏に助力を請い、新納氏の飫肥城を攻撃、忠昌に叛旗を翻した。久逸ら連合軍は、忠昌の居城・鹿児島清水城に迫り、忠昌は妻子を伊集院一宇治城に避難させるまでになった。しかし、文明16年（1484年）、忠昌は分家である相州家の島津友久や薩州家・島津国久ら近い島津一族を率いて伊作氏の討伐に出陣する。末吉で敗れた久逸は櫛間に退却、同年降伏し、伊作へ戻ることとなった。
その後、明応3年（1494年）に嫡子・善久が下男により殺害されるという事件が起こった。久逸自身も薩州家の内紛に介入し、明応9年（1500年）に薩州家の島津忠興に攻められ戦死した。享年60。